# 岩浪美和
岩浪美和（日语：／ Iwanami Yoshikazu，1962年5月19日—），日本男性音響監督。出身於神奈川縣横滨市。

## 參加作品（音響監督）

### 電視動畫
1989年
- 衝鋒四驅郎

1994年
- X战警（演出）

1996年
- 鋼鐵人（演出）
- YAT安心!宇宙旅行

1997年
- 杀人科

1999年
- （演出）
- 虫孽
- OVA純愛手札

2000年
2001年
- 魔力女管家

2004年
- 瑪莉亞的凝望
- 變形金剛：超能連結
- 熊貓鐵金鋼
- 陽光伴我行（第2季）
- 戀風
- 瑪莉亞的凝望～春～
- 神無月的巫女
- 學園愛麗絲
- 這醜陋又美麗的世界

2005年
- 幸運女神
- Canvas2～茜色的調色盤～
- 銀盤萬花筒
- BLOOD+ 血戰
- 增血鬼果林

2006年
- 徹之進
- 幸運女神 各自的羽翼
- 小心啊公主
- NIGHT HEAD GENESIS
- 無罪的維納斯
- 純愛手札 Only Love
- 獻上女神的祝福
- 009-1

2007年
- 京四郎與永遠的空
- Venus Versus Virus
- 獸裝機攻
- 鋼鐵神吉克
- 七色★星露
- 殭屍借貸
- Baccano!
- 節哀唷♥二之宮同學
- 萌少女的戀愛時光
- 竹劍少女
- 魔法人力派遣公司
- 幸運女神 戰鬥的羽翼

2008年
- 破天荒遊戲
- 乃木坂春香的秘密
- 鋼鐵新娘
- 魔法學園MA

2009年
- 11eyes
- 加奈日記
- 鋼殼都市雷吉歐斯
- 輕聲密語
- 學生會的一存
- 戰國BASARA
- 浪漫追星社
- 乃木坂春香的秘密 Purezza♪
- 魔力女管家特別篇 我回來了◆歡迎回來
- 瑪莉亞的凝望 4th系列

2010年
- 只有神知道的世界
- 寶石寵物 Twinkle☆
- 戰國BASARA貳
- 傳說的勇者的傳說
- 薄櫻鬼
- 薄櫻鬼 碧血錄
- 吊帶襪天使
- FORTUNE ARTERIAL 紅色約定
- 緣之空

2011年
- 蘿黛的後宮玩具
- 天魔黑兔
- 只有神知道的世界II
- 這樣算是殭屍嗎？
- 寶石寵物 Sunshine
- 迷糊軟網社
- 丹特麗安的書架
- 死囚樂園
- Fate/Zero
- BLOOD-C
- 魔劍姬！

2012年
- 一起一起這裡那裡
- Another
- 少女與戰車
- Campione 弒神者！～不順從之神與弒神的魔王～
- 其中1個是妹妹！
- 這樣算是殭屍嗎？OF THE DEAD
- PSYCHO-PASS
- 寶石寵物 Kira☆Deco！
- JoJo的奇妙冒險 第一部 幻影之血&第二部 戰鬥潮流
- 女子落
- 刀劍神域
- 要聽爸爸的話！

2013年
- 只有神知道的世界 女神篇
- KILL la KILL
- 銀狐
- 穿透幻影的太陽
- 寶石寵物 Happiness
- 東京闇鴉
- 開漫－啦！

2014年
- 惡魔的謎語
- 魔女的使命
- 銀河騎士傳
- 刀劍神域II
- 魔术快斗1412
- JoJo的奇妙冒險 第三部 星塵鬥士

2016年
- TABOO TATTOO－禁忌咒紋－
- JoJo的奇妙冒險 第四部 不滅鑽石
- 飞翔的魔女
- Thunderbolt Fantasy 東離劍遊紀

2017年
- 幼女戰記
- Fate/Apocrypha

2018年
- JoJo的奇妙冒險 第五部 黃金之風
- 青春豬頭少年不會夢到兔女郎學姊

2019年
- 魔法少女特殊戰明日香
- 一拳超人 第二期
- 街角魔族
- Fate/Grand Order -絶対魔獣戦線巴比伦尼亚-

2021年
- 戰鬥員派遣中！

## 外部連結
- 岩浪美和的X（前Twitter） （日語）
- （日語）－Ustream
- （來自Group Tac的專訪）